# Зоран Илић
Зоран Илић (Крагујевац, 27. јул 1955) српски је књижевник.

## Биографија
Са својим причама присутан у српској и екс-ју периодици од 1989. године. Био уредник у „Књижевној речи“ и гостујући уредник у „Албуму“ (Сарајево). Једно време био заменик главног и одговорног уредника онлајн часописа Балкански књижевни гласник.
Тренутно уређује веб-сајт за књижевност посвећен ауторима са простора бивше Југославије Prozaonline .
На загребачком интернационалном позоришном фестивалу ФАКИ 2006. године извео улични перформанс користећи мотиве из једне од својих прича.
По мотивима његовог романа “Котрљање Бертолта Брехта” урађена је позоришна представа “Roll over Brecht” која је премијеру имала у загребачкој АКЦ Медика новембра 2017.
Добитник је „Признања Крлежа“ за 2009. годину и Донат за књижевни допринос за 2016. годину.
Покретач је и главни и одговорни уредник књижевног листа Београдски круг кредом као и музичког фанзина Фанзин Инфинитум.

### Збирке прича
- Једноставна и друге приче[3], Пегаз–КОС, Београд 1997.
- Виртуелна девојка, КОС/Књижевно друштво „Свети Сава“, Београд 2003.
- Недовршене приче, Књижевно друштво „Свети Сава“, Београд 2005.
- Трчи зеко трчи, „Алма“, Београд 2008.

### Романи
- Реприза репризе[4], „Либер“, Београд 2009.  978-86-85353-75-8..
- Мегаломанија[5], „Алма“, Београд 2009. (коауторско дело) -.  978-86-7974-132-5.
- Исечци[6], „Алма“, Београд 2010.  978-86-7974-186-8..
- Непознати и град[7], "Пресинг", Младеновац 2013.
- Смеј се Пајацо[8], "Пресинг", Младеновац 2014.
- Котрљање Бертолта Брехта[9], "Пресинг", Младеновац 2015.  978-86-6341-103-6.
- Путовања, "Пресинг", Младеновац 2017.
- Увод у панк,[10] Пресинг, Младеновац, 2019.
- Све што Неко (не) зна[11] (Пресинг, Младеновац, 2021)
- Земља плеше (Пресинг, Младеновац, 2023)

### Драме
- Roll over Brecht[12], Премијера у АКЦ Медика, Загреб (2017)
- Смеј се Пајацо, Премијера у АКЦ Медика, Загреб (2019)

### Филмографија
- Ego trip – Филм је приказан на МЕЂУНАРОДНОM ФЕСТИВАЛУ АНИМИРАНОГ ФИЛМА БАЊАЛУКА 2023.
- ALONE ON THE BEACH – Филм је приказан на фестивалу МИСТЕР ВОРKY 2022.г.
- I REMEMBER HEIDEMARIE SCHWERMER – Филм је приказан на фестивалу МИСТЕР ВОРKY 2022.г.
- АМСТЕРДАМ: кратка прича – Филм је приказан на фестивалу МИСТЕР ВОРKY 2019.г.
- Ледена плоча- Филм је приказан на фестивалу МИСТЕР ВОРKY 2019.г.
- Ворхолова смрт – филм је приказан на фестивалу ЦТЛ 59 сегундос 2020. године.
- СЛУГЕ KАПИТАЛИЗМА – филм је приказан на фестивалу “Бад Видео Арт Фестивал”у Москви – 2019.г.

## Уређивање часописа
- 2018-/ Београдски круг кредом
- 2002-2004/ Књижевна реч